# Ereteken voor 25 Jaar Dienst in de Brandweer
Het Ereteken voor 25 Jaar Dienst in de Brandweer (Duits: Ehrenzeichen für 25 Dienstjahre) was een onderscheiding van het koninkrijk Saksen en de Vrijstaat Saksen. De onderscheiding werd op 11 mei 1885 ingesteld door koning Albert van Saksen. Het versiersel is een zogenaamde "schnalle", een gesp van verguld brons en zilver op een strookje groen lint met zeven smalle witte strepen. Onder de stof was een "blech", in dit geval van koper, aangebracht. Een dergelijke gesp werd op de borst gedragen. Het was de gedecoreerde niet toegestaan een baton te dragen. De diploma's werden door het Landesverband Sächsischer Feuerwehren uitgereikt.
De gesp bestaat uit twee gemonteerde onderdelen. Het wapen van Saksen is van zilver. De rest van de gesp met afbeeldingen van een helm, pikhouweel, bijl, touw en lauweren is van verguld brons.
De onderscheiding heeft in de uitvoering met een kroon boven het wapen bestaan tot de val van de Saksische monarchie in november 1918. Daarna werden gespen met een ornament boven het Saksische wapen uitgereikt. De nazi's maakten in 1936 een einde aan de eretekens van de Duitse staten. De met het Ereteken voor 25 Jaar Dienst in de Brandweer verwante bronzen Medaille voor 40 Jaar Dienst in de Brandweer werd tot 1920 uitgereikt.
Van het Ereteken voor 25 Jaar Dienst in de Brandweer zijn drie modellen bekend:
- Gesp met doorbroken oppervlak
- Gesp met ondoorbroken oppervlak
- Gesp van de Vrijstaat Saksen zonder kroon en met ondoorbroken oppervlak

Een gesp is 28 millimeter hoog en 35 millimeter breed. Het gewicht van de uitvoeringen is ongeveer 27 gram. 